# Louvil
Louvil är en kommun i departementet Nord i regionen Hauts-de-France i norra Frankrike. Kommunen ligger i kantonen Cysoing som tillhör arrondissementet Lille. År 2022 hade Louvil 902 invånare.

## Befolkningsutveckling
Antalet invånare i kommunen Louvil
| Referens: INSEE |